# Piper yunnanense
Piper yunnanense är en pepparväxtart som beskrevs av Y.C. Tseng. Piper yunnanense ingår i släktet Piper och familjen pepparväxter. Inga underarter finns listade i Catalogue of Life.